# Селезінка Михайло Миколайович
Селезінка Михайло Миколайович — народний художник України

## Автобіографія
Народився на Івано-Франківщині.
Навчався у Львівському політехнічному інституті (відділ архітектури).
Член спілки художників України.
Учасник регіональних, республіканських та міжнародних виставок.
- 1975 — м. Рига, Латвія «Бієнале-75. Українське мистецтво»
- 1976 — м. Вільнюс, Литва «Мальовнича Україна»
- 1977 — м. Київ «Рідний край»
- 1980 — м. Київ «Експо-80»
- 1980 — м. Київ «Олімпіада-80»
- 1981 — Івано-Фраківськ «Імпреза-81»
- 1983 — м. Київ-Токіо, Японія «Мистецтво України»
- 1986 — м. Детройт, США «Міжнародне Бієнале-86»
- 1986 — м. Львів «Мальовнича Україна»
- 1991 — м. Львів «Відродження»
- 1992 — м. Львів «Персональна ювілейна виставка»
- 1992 — м. Нью-Йорк, США «Сучасне українське мистецтво»
- 1993 — м. Івано-Франківськ «Імпреза-93»
- 1994 — м. Миколаїв «Мальовнича Україна»
- 1996 — м. Львів «5-та річниця незалежності»
- 1997 — м. Київ «Осінній салон» м. Львів Персональна виставка. Палац мистецтв
- 1998 — м. Київ «Мальовнича Україна»
- 1999 — м. Львів Персональна виставка. Картинна галерея «Дзига»
- 2000 — м. Київ «Мальовнича Україна»
- 2001 — м. Львів «Різдвяна всеукраїнська виставка». м. Львів «Мій Львів». Львівська картинна галерея
- 2002 — м. Львів «Персональна ювілейна виставка». Палац мистецтв

Роботи знаходяться у музеях, картинних галереях та приватних збірках України, Канади, США, Німеччини, Польщі, Австралії, Бельгії, Франції.

## Державні нагороди
- Народний художник України (23 січня 2016) — за значний особистий внесок у державне будівництво, соціально-економічний, науково-технічний, культурно-освітній розвиток Української держави, справу консолідації українського суспільства, багаторічну сумлінну працю[1]
- Заслужений художник України (23 серпня 2005) — за значний особистий внесок у соціально-економічний, науковий та культурний розвиток України, вагомі трудові здобутки та активну громадську діяльність[2]

## Творець у вимірах Всесвіту
Творчість Михайла Селезінки, заслуженого художника України, — це світ яскравої особистості з унікальним поглядом на життя і на місце людини у світі. При всій витонченості ця художня натура щира і безпосередня в сприйманні себе в нерозривному зв'язку з природою.
Творчість художника ґрунтується на твердому фундаменті знань, психологічному аналізі даних подій, які відтворюються у його творах. Михайло Селезінка глибоко розуміє закони світової рівноваги, завдяки яким усе перебуває в тісному взаємозв'язку.
Протягом всього свого творчого шляху художник М.Селезінка велику увагу приділяє пізнанню і зображенню внутрішнього світу людини. Це величний і загадковий світ, наповнений таїнствами вічності, розуміння якого дало можливість художнику створити галерею надзвичайно яскравих і неповторних портретів. Мета їх створення — передача внутрішнього світу людини.
Михайло Селезінка споглядає світ як філософ-художник. Людська слава, всі земні почесті і блага швидкоплинні. Після смерті їх забувають з такою ж незбагненною легкістю, з якою вони роздавались за життя. Ось чому художник трактує такий світ як «царство тіней».
За велінням серця і душі митець реагує на найболючіші проблеми сьогодення. Сама тематика його творів: «Гріхопадіння», «Духи стихій», «Рок вічності», «Апокаліпсис», «Покаяння», «Засмучена старість», «Хаос» яскраво свідчить про нетерпимість художника до проявів насильства, несправедливості, приниження людської гідності.
Твори, які об'єднані в цикли «Гармонія», «Пробудження», «Людина і плах», «Симфонія», «Відлуння», «Ліра дарує поетові безсмертя» сповнюють наші серця життєдайним оптимізмом, пробуджують у душах відчуття краси, гармонії, справедливості, віри і надії.
Таким непересічним, сповненим загадкових несподіванок, відсутністю банальних паралелей, постає перед нами магічний світ творчості Михайла Селезінки.
Автор: мистецтвознавець Наталя Світла

## У МІКРОВСЕСВІТІ ДУШІ
Кожне знайомство з творами художника — це своєрідне відкриття світу, який увібрав у себе все те, що вразило і схвилювало митця.
Творчість Михайла Селезінки — це мікровсесвіт яскравої особистості з її унікальним поглядом на життя, на місце людини в світі. При всій своїй витонченості й вибагливості, ця художня натура — щира й безпосередня, така, що сприймає себе і Природу як Єдине ціле.
Його витончені ліричні пейзажі — мініатюрні шедеври, кожен з яких має свій особливий настрій. Кожна пора року — а скільки їх промайнуло за життя — лишила свій слід в душі митця. Знову і знову його пензель вихоплює з небуття мить пробудження природи і залишає її нам, аби відчували, що жити на Землі — це значить дивуватися чуду кожної миті.
«Ми всі родом з дитинства і через усе життя проносимо враження тієї щасливої пори»,— так говорить художник,—"хай вони з часом постають перед нами в рожевому світлі… Дух близькості до Природи вдається зберегти не кожному, і той, хто зберіг його, дійсно може називати себе людиною."
Михайла Селезінку цікавить в мистецтві все, що пов'язане з вічними темами. Він неначе постійно запитує себе: хто ми, люди? Звідки й навіщо прийшли у цей світ? В чому продовження нашого духовного начала? Що залишаємо людям після себе? В його творах не знайдеш чіткої фіксації та однозначності поглядів на життя. Навпаки, на полотнах все живе, мерехтливо-невловиме — вам надається можливість домислювати.
В творах художника — роздуми про добро і зло, справедливість і самозречення, страждання і любов, які уособлюють вищу силу, що створила цей світ і віддала свою любов людям в ім'я їх спасіння.
Серії картин, що були створені 1987-90-х роках, об'єднані назвами «Святість духу», «Святе сімейство», «Людина і птах». В них — своєрідне переплетення реальності з релігійно- філософськими та міфологічними сюжетами. Чи вдалося автору бодай на мить зазирнути у велику Тайну? Хтозна, можливо…
Серія «Спокуса» — це тема одвічної боротьби Добра і Зла. Художнику притаманна віра в Добро і надія на відродження духовності в людині. Висока "духовність — це і є той головний мотив, що проходить через всю творчість Михайла Селезінки. Глядача вражають образи, сповнені внутрішньої експресії. Кожен твір — нова грань різнопланового, але духовно єдиного фантастичного і водночас дивовижно реального світу митця.
Творчий доробок Михайла Селезінки настільки різноманітний, що його неможливо осягнути в короткому нарисі. І взагалі про його роботи краще дізнаватися від них самих — зустрічатися з ними, дивитися і поринати у неспішні й несуєтні роздуми.

## Деякі роботи автора

Із серії «СПОКУСА» (дерево, олія, 1987/90)Із серії «СПОКУСА» (дерево, олія, 1987/90)
«Святе сімейство»(полотно, олія, 1990)